# Vincent Defrasne
Vincent Defrasne, né le 9 mars 1977 à Pontarlier (Doubs), est un biathlète français, champion olympique de poursuite aux jeux de Turin en 2006, comptant également deux médailles de bronze olympiques à son palmarès, toutes deux obtenues en relais, aux jeux de 2002 et de 2006. Il est détenteur de cinq médailles mondiales, une individuelle décrochée sur la poursuite des Championnats du monde de 2007, et cinq en relais (hommes et mixte) dont deux titres mondiaux. Il est également vainqueur d'un « petit » globe de cristal en Coupe du monde.  
En septembre 2010, il rejoint l'administration du Comité international olympique. De 2011 à 2019, il a été Directeur de la fondation d'entreprise Somfy et du fonds de dotation « Les Petites Pierres ».  
En 2020, il fonde sa propre marque, Ayaq, spécialisée dans la confection de vêtements techniques pour la pratique du ski et des sports de montagne.

## Carrière

### Débuts
Après ses premiers pas sur des skis de fond dès l'âge de trois ans, Vincent Defrasne intègre le club de ski nordique de Pontarlier (CSRP) puis s'orientera vers le biathlon en sport-études. En 1998, il rentre dans l'armée, corps qui permet aux biathlètes, de pouvoir pratiquer leur sport tout en ayant un contrat professionnel en parallèle.
Il fait des débuts sur le circuit de la Coupe du monde en 1999 et dispute ainsi ses premiers mondiaux. C'est en 2001 qu'il remporte son premier titre avec deux titres de champion d'Europe de sprint et de poursuite. Mais surtout, il remporte un premier titre mondial avec le relais lors des mondiaux de Pokljuka en Slovénie. 
La saison suivante voit ses premiers podiums en coupe du monde. Il ne réussit pas ses Jeux olympiques de 2002 à Salt Lake City en individuel mais, avec le relais, il remporte toutefois une médaille de bronze.
Lors des années suivantes, il se classe deux fois quatrième lors des championnats du monde, tout d'abord en 2003 sur le 20 km puis en 2004 sur la poursuite. C'est lors de la saison 2005-2006 qu'il remporte ses premières victoires en coupe du monde : le sprint en janvier 2006 à Oberhof, et la poursuite à San Sicario (celle des Jeux olympiques).

### Sacre olympique
Vincent Defrasne gagne son titre olympique le 18 février 2006 dans l'épreuve du 12,5 km poursuite. Il part en cinquième position à 43 secondes de l'Allemand Sven Fischer à la suite des résultats enregistrés à l'occasion du sprint 10 km quatre jours plus tôt. Il signe un 15 sur 15 lors de ses trois premiers passages au tir, passant alors en tête devant Ole Einar Bjoerndalen et Sven Fischer. Lors de l'ultime passage au tir, Vincent Defrasne commet deux erreurs et Bjørndalen une, tandis que Fischer fera un sans-faute. Il sort ainsi en tête du pas de tir avec Bjørndalen dans sa trace (à 6 secondes) et Fischer en embuscade à une trentaine de secondes. Bien vite, Bjørndalen revient sur lui, qui se contente alors de suivre le Norvégien. Tandis que l'Allemand tente un retour impossible, la victoire se dispute au sprint entre le Français et le Norvégien. Vincent Defrasne évite de peu la chute lors du dernier virage, et Bjørndalen en profite pour prendre quelques mètres d'avance à trois cents mètres de la ligne d'arrivée. Mais il revient, et porte son attaque à cent mètres de la ligne, laissant sur place Bjørndalen, plus en mesure de répliquer.
Quelques jours plus tard, il participe au relais français qui remporte une nouvelle médaille de bronze, médaille obtenue de quelques centimètres par Raphaël Poirée.

### Chef de file de l'équipe de France
Son succès lors des Jeux olympiques puis la retraite de son compatriote Raphaël Poirée au terme de la saison 2006-2007 donnent progressivement à Vincent Defrasne un rôle moteur au sein de l'équipe de France. Les deux années qui suivent son sacre olympique sont néanmoins en demi-teinte. Il ne termine ainsi que quinzième du classement général de la Coupe du monde lors des saisons 2006-2007 et 2007-2008, en recul par rapport à ses performances antérieures. Ces deux années sont toutefois l'occasion pour lui de quelques belles performances, comme sa médaille de bronze en poursuite aux mondiaux d'Antholz-Anterselva en 2007 et le gain d'un petit globe de cristal, récompensant sa première place au classement de l'Individuel au terme de la saison 2007-2008.
Il est nommé porte drapeau de l'équipe de France aux Jeux olympiques de Vancouver de 2010.

## Vie personnelle et extra-sportive
En parallèle à ses activités auprès du CIO, Vincent Defrasne devient, en septembre 2011, directeur du fonds de dotation « Les Petites Pierres » qui soutient des projets d'habitat. Marié en 2004, il est le père de trois garçons, Ulysse (2007), Louison (2008) et Aristote (2012).
En 2019, il lance sa marque de vêtement, Ayaq.

## Palmarès

### Jeux olympiques
| Épreuve / Édition | Salt Lake City 2002              | Turin 2006 | Vancouver 2010 |
| Individuel        | 10e                              | 34e        | 26e            |
| Sprint            | 21e                              | 4e         | 53e            |
| Poursuite         | 18e                              | 1er        | 22e            |
| Mass start        | Épreuve inexistante à cette date | 11e        | -              |
| Relais            | 3e                               | 3e         | 6e             |

### Championnats du monde de biathlon
| Mondiaux \ Épreuve      | Individuel                        | Sprint                            | Poursuite                         | Départ en masse          | Relais                   | Relais                           |
| Mondiaux \ Épreuve      | Individuel                        | Sprint                            | Poursuite                         | Départ en masse          | masculin                 | mixte                            |
| ----------------------- | --------------------------------- | --------------------------------- | --------------------------------- | ------------------------ | ------------------------ | -------------------------------- |
| 1999 Kontiolahti - Oslo | -                                 | 57e                               | 51e                               | -                        | 12e                      | Épreuve inexistante à cette date |
| 2000 Oslo - Lahti       | 54e                               | 25e                               | 32e                               | -                        | 10e                      | Épreuve inexistante à cette date |
| 2001 Pokljuka           | 48e                               | 10e                               | 7e                                | 12e                      | 1er                      | Épreuve inexistante à cette date |
| 2002 Oslo               | Jeux olympiques de Salt Lake City | Jeux olympiques de Salt Lake City | Jeux olympiques de Salt Lake City | 20e                      | JO Salt Lake City        | Épreuve inexistante à cette date |
| 2003 Khanty-Mansiïsk    | 4e                                | 17e                               | -                                 | 18e                      | 13e                      | Épreuve inexistante à cette date |
| 2004 Oberhof            | 20e                               | 6e                                | 4e                                | 6e                       | 3e                       | Épreuve inexistante à cette date |
| 2005 Hochfilzen         | 11e                               | 10e                               | 7e                                | 16e                      | 5e                       | -                                |
| 2006 Pokljuka           | Jeux olympiques de Turin          | Jeux olympiques de Turin          | Jeux olympiques de Turin          | Jeux olympiques de Turin | Jeux olympiques de Turin | 3e                               |
| 2007 Antholz-Anterselva | -                                 | 16e                               | 3e                                | 11e                      | 10e                      | 2e                               |
| 2008 Östersund          | 12e                               | 54e                               | 22e                               | 7e                       | 5e                       | -                                |
| 2009 Pyeongchang        | 21e                               | 41e                               | 40e                               | -                        | 4e                       | 1er                              |

### Coupe du monde
- Meilleur classement général : 6e en 2006.
- Un « petit » globe de cristal
  - Vainqueur du classement de l'individuel en 2008.
- selon l'Union internationale de biathlon, qui inclut les Jeux olympiques et les Championnats du monde :
  - 9 podiums individuels : 3 victoires, 3 deuxièmes places et 3 troisièmes places.
- 2 victoires en relais.

### Championnats du monde de biathlon d'été
- Médaille d'or du relais mixte en 2008.
- Médaille d'argent du sprint et de la poursuite en 2008.

## Distinctions
Vincent Defrasne est chevalier de l'Ordre national du Mérite (décret du 12 avril 2002)
et chevalier dans l'Ordre national de la Légion d'honneur (décret du 21 avril 2006)
Il a été porte-drapeau de la sélection française aux Jeux olympiques d'hiver de Vancouver en 2010.